# Egon Christmann
Egon Christmann (* 7. Juli 1932 in Wattenheim; † 12. Juli 2006 in Quickborn) war ein deutscher Jazzposaunist und Komponist.
Christmann ist der Sohn des Trompeters Georg Christmann († August 2003 in Frankfurt/Main), sein älterer Bruder war der Trompeter Freddy Christmann. 1949 folgte er dem Vorbild seines Bruders und wurde Mitglied der Frankfurter Jazzszene. Er spielte in amerikanischen Soldatenclubs, auch in Frankreich. Er war Mitglied der Band von Fred Bunge und nahm Platten mit Duke Ellington, Horst Jankowski und Ronnie Ross auf. Gemeinsam mit Ross und Hans Koller wirkte er in zwei Filmen mit. Zwischen 1961 und 1968 spielte er im Studio-Orchester Hamburg, anschließend ab 1970 bei Erwin Lehn. Er arbeitete auch mit Rolf Kühn, Bert Kaempfert und James Last. Anschließend war er Mitglied der NDR Bigband, an deren Alben er auch beteiligt war. Zuletzt trat er mit der Band River-Side Hot Six auf, mit der er Swing und Dixieland in eigenen Arrangements spielte (gleichnamige CD).

## Lexigraphische Einträge
- Carlo Bohländer, Karl Heinz Holler, Christian Pfarr: Reclams Jazzführer. 5., durchgesehene und ergänzte Auflage. Reclam, Stuttgart 2000, ISBN 3-15-010464-5.